# 小畠郁生
小畠 郁生（おばた いくお、1929年11月15日 - 2015年9月19日）は、日本の古生物学者。
もともとアンモナイトを中心とする無脊椎動物の研究者であるが、日本国内の数少ない中生代（特に白亜紀）の動物の研究者として多数の恐竜関連の書籍の監修、翻訳を行った。また、1993年に日本における恐竜研究についての現状、方法をまとめた『恐竜学』を編纂、神流町恐竜センターの名誉顧問を行うなど日本における恐竜研究の普及に尽力した。

## 経歴
1929年、福岡県に生まれる。旧制逗子開成中学校から1945年、海軍兵学校に第78期生として入学するも、敗戦により退校。九州大学理学部地質学科を卒業後、1956年に九州大学大学院理学研究科博士課程中退。同大学地質学教室助手、西南学院大学講師などを経て、1962年に国立科学博物館研究員。同年5月、「Baculitidae from Japan(日本産バキュリテス科)」（アンモナイトの仲間）の論文で九州大学理学博士。 1982年から1994年まで、同地学研究部部長を勤めた。退官後、大阪学院大学国際学部教授を経て、国立科学博物館名誉館員。

## 仕事
アンモナイトの研究により理学博士を取得。1966年「日本古生物学会最優秀論文賞」を受賞。1969年から1970年にかけては、当時同じく国立科学博物館研究員であった長谷川善和らと福島県いわき市でのフタバスズキリュウの発掘にたずさわる。国立科学博物館後は九州大学での教え子でもある東京学芸大学の松川正樹とともに恐竜の足跡研究を行っていた。

## テレビ
- 天才てれびくん「恐竜惑星」（NHK） 1993 - 1994 ：恐竜博士役

## 著書
- 『恐竜からマンモスまで 図鑑・太古に消えた動物たち』（徳間書店） 1967
- 『恐竜のはなし』（至誠堂） 1967
- 『恐竜の時代 古生物学入門』（社会思想社、現代教養文庫） 1968
- 『前世紀の驚異 恐竜の世界』（偕成社、ジュニア博物館） 1968
- 『恐竜のなぞをたずねて』（横内襄絵、偕成社、世界のこどもノンフィクション） 1969
- 『ぼくらの町に竜がいた』（小野田俊絵、偕成社、世界のこどもノンフィクション） 1970
- 『生命のれきし』（石津博典絵、ポプラ社、ポプラ社の少年文庫） 1970
- 『きょうりゅう』（あかね書房、科学のアルバム6） 1971
- 『きょうりゅうのはなし』（清水勝絵、ポプラ社、おはなし絵文庫） 1971
- 『大むかしのせかい』（偕成社、幼年カラー百科） 1972
- 『おおむかしのどうぶつ』（上田信絵、偕成社、幼児のずかん） 1973
- 『きょうりゅうのいろいろ』（横内襄絵、偕成社、幼児のずかん） 1973
- 『そらとうみのりゅう』（横内襄絵、偕成社、幼児のずかん） 1973
- 『恐竜博物館 生まれ,栄え,滅んでいった動物たち』（光文社、カッパ・ブックス） 1973
- 『なんでもわかる恐竜百科図鑑』（南村喬之画、朝日ソノラマ） 1973
- 『大恐竜 恐竜ものしり博物館』（ユニコン出版、ユニコンブックス） 1975
- 『幻の古代生物99の謎 ネス湖の怪物は生きた化石か』（産報、サンポウ・ブックス） 1976
- 『恐竜大全科 最新版』（秋田書店） 1978
- 『いちばんくわしい恐竜図鑑』（立風書房、ジャガーバックス） 1978
- 『恐竜の話』（らくだ出版、シリーズ海） 1979
- 『くびながりゅうの発見』（平沢茂太郎絵、フレーベル館、フレーベル館のかんさつシリーズ） 1979
- 『大恐竜』（南村喬之画、朝日ソノラマ） 1979
- 『恐竜のなぞ』（福武書店、サイエンス・アイ） 1983
- 『恐竜はなぜ滅んだか 中生代のなぞ』（岩波書店、岩波ジュニア新書） 1984
- 『化石は語る恐竜の時代 古生物学の素描』（思索社） 1986
- 『恐竜の足跡』（新潮選書） 1986
- 『ヒトと恐竜との出会い』（思索社） 1987
- 『恐竜大百科 決定版』（勁文社、ロング・セレクトシリーズ） 1989
- 『化石のなかの生きもの事典』（評論社、てのり文庫） 1990
- 『白亜紀の自然史』（東京大学出版会） 1993

### 共著編・監修
- 『恐竜のひみつ』（たかしよいち共著、小野田俊絵、至誠堂） 1967
- 『大むかしと未来の世界』（謝世輝共著、小野田俊絵、偕成社、理科なぜ知っていますか） 1970
- 『少年恐竜館』（加藤秀共著、童心社、ノンフィクション・ブックス） 1977
- 『化石鑑定のガイド』（編、朝倉書店） 1979
- 『恐竜の時代を復元する』（編、出光書店） 1979
- 『ヨーロッパ自然史博物館 化石と生物の神秘』（編、講談社、世界の博物館9） 1979
- 『ひきさかれた大陸 大陸移動説をめぐる新しい地球の科学』（加藤秀共著、偕成社、少年少女ドキュメンタリー） 1979、のち偕成社文庫
- 『恐竜時代の「生物と自然」』（編著、築地書館） 1981
- 『オウムガイの謎』（加藤秀共著、筑摩書房、ちくまプリマーブックス） 1987
- 『恐竜の足あとを追え 大地の研究』（松川正樹共著、あかね書房） 1991
- 『恐竜学』（編、東京大学出版会） 1993
- 『恐竜の謎が解きたくなる本 大人も子どもも楽しめるネイチャー・サイエンス』（監修、ジャパン・ミックス） 1997

### 翻訳
- 『恐竜の発見 よみがえる前世紀動物』（エドウィン・H・コルバート、亀山竜樹共訳、早川書房、ハヤカワ・ノンフィクション） 1969、のち文庫
- 『恐竜の時代』（B・クルテン、平凡社、世界大学選書） 1971
- 『恐竜 その発生と絶滅』（W・E・スウィントン、築地書館） 1972
- 『さまよえる大陸と動物たち 絶滅した恐龍たちの叙事詩』（E・H・コルバート、沢田賢治共訳、講談社ブルーバックス） 1980
- 『恐竜図解事典』（D・F・グラット、築地書館） 1981
- 『消えた竜 哺乳類の先祖についての新しい考え』（J・C・マクローリン作・画、平野弘道共訳、岩波書店） 1982
- 『恐竜たち 古い竜についての新しい考え』（J・C・マクローリン作・画、沢田賢治共訳、岩波書店） 1982
- 『古生物百科事典』（R・スチール, A・P・ハーベイ編、監訳、朝倉書店） 1982
- 『鳥の時代』（A・フェドゥシア、杉本剛共訳、思索社） 1985
- 『恐竜・その誕生から死まで』全5巻（ビバリーとジェニー=ハルステッド作絵、加藤市郎文、偕成社） 1987
- 『恐竜の謎』（ジョン・ノーブル・ウィルフォード、監訳、河出書房新社） 1987
- 『マイア 恐竜物語』（ジェームス・ゴーマン ストーリー、ダッグ・ヘンダーソン イラスト、富田幸光共訳、サンリオ） 1988
- 『子育て恐竜マイア発掘記』（ジョン・R・ホーナー、太田出版） 1989
- 『恐竜 地球環境からみた恐竜の進化と絶滅の物語 スーパー・イラスト版』（シルヴィア・J・ツェルカス, スティーブン・A・ツェルカス、監訳、河出書房新社） 1991
- 『肉食恐竜事典』（グレゴリー・ポール、監訳、河出書房新社） 1993
- 『恐竜探検記』（R・C・アンドリュース、小学館、地球人ライブラリー） 1994
- 『恐竜ルネサンス』（フィリップ・カリー、講談社現代新書） 1994
- 『恐竜 過去と現在』1 ‐ 2（シルヴィア・J・ツェルカス, エヴァレット・C・オルソン編、ロバート・T・バッカー他著、監訳、河出書房新社） 1995
- 『恐竜大百科事典』（James O.Farlow, M.K.Brett-Surman、監訳、朝倉書店） 2001
- 『生命と地球の進化アトラス v.1 (地球の起源からシルル紀)』（リチャード・T・J・ムーディ, アンドレイ・ユウ・ジュラヴリョフ、監訳、朝倉書店） 2003
- 『生命と地球の進化アトラス v.2 (デボン紀から白亜紀)』（ドゥーガル・ディクソン、監訳、朝倉書店） 2003
- 『生命と地球の進化アトラス v.3 (第三紀から現代)』（イアン・ジェンキンス、監訳、朝倉書店） 2004
- 『哺乳類天国 恐竜絶滅以後、進化の主役たち』（デイヴィッド・R・ウォレス、桃井緑美子共訳、早川書房） 2006
- 『ホルツ博士の最新恐竜事典』（トーマス・R・ホルツJr.、ルイス・V・レイ イラスト、監訳、朝倉書店） 2010
- 『化石の百科事典』（スティーブ・パーカー、監訳、朝倉書店） 2012

## 参考
- 『恐竜学』東京大学出版会 1993.11.10 小畠 郁生【編】ISBN 4-13-060155-5
- 『科学のアルバム6　きょうりゅう』あかね書房 2005.04.01 小畠 郁生【著】ISBN 4-251-03306-X